# Ildikó Lendvaiová
Ildikó Lendvaiová (* 20. červenec 1946 Debrecín) je maďarská levicová politička, bývalá předsedkyně Maďarské socialistické strany (MSZP).

## Politická kariéra
Vstoupila roku 1974 do komunistické MSMP, a od téhož roku pracovala v ústředním výboru mládežnického svazu KISZ.
Ve vrcholné politice se začala více pohybovat od roku 1989, kdy přešla do nástupnické MSZP. V roce 2000 byla zvolena viceprezidentkou této strany. Ve volbách 2002 byla zvolena do parlamentu a stala se předsedkyní parlamentní frakce MSZP. Tato funkce jí byla následně v roce 2004 potvrzena. Po volbách 2006 byla opět zvolena předsedkyní frakce a tento post jí byl v roce 2008 opět potvrzen.
Po odstoupení premiéra Ference Gyurcsánye, na jaře 2009, byla Lendvaiová dne 5. dubna zvolena předsedkyní MSZP. Po neúspěchu ve volbách 2010 oznámila dne 25. dubna 2010 svou rezignaci. Jejím nástupcem ve vedení strany se v červenci stal Attila Mesterházy.